# Miguel Ángel Reyes (wielrenner)
Miguel Ángel Reyes Vergara (Bogota, 26 mei 1992) is een Colombiaans wielrenner.

## Carrière
In 2017 won Reyes de negende etappe in de Ronde van Colombia: op de tachtig kilometer lange slotklim bleef hij de Boliviaan Óscar Soliz en klassementsleider Aristóbulo Cala respectievelijk 20 en 27 seconden voor.

## Overwinningen
2017
9e etappe Ronde van Colombia

## Ploegen
- 2015 –  RTS-Santic Racing Team (tot 30-6)